# Avenida Las Américas (Mérida)
Avenida Las Américas o Avenida de Las Américas es el nombre que recibe una importante arteria vial localizada en la ciudad de Mérida en la cordillera de los Andes, en jurisdicción del Estado Mérida, al oeste del país sudamericano de Venezuela. Recibe su nombre en honor del continente Americano o como también es llamado Las Américas.

## Descripción
Se trata de una vía de transporte carretero localizada en un área residencial y comercial, la zona de mayor densidad poblacional de Mérida, constituida por complejos residenciales con edificios y casas en donde habita un importante número de merideños, así como también es la principal zonal comercial al albergar los más importantes centros comerciales de la localidad.
Conecta la Avenida Humboldt con la Troncal 7 y la Avenida Los Próceres y la Avenida Alberto Carnevalli. En su recorrido se pueden encontrar la Comandancia General de Bomberos de Mérida, El Centro Comercial Plaza Las Américas, las Residencias Gran Florida y Agua Santa, El Edificio Las Américas, la Iglesia de Santa Bárbara, el Centro Comercial Terracota, El centro Comercial Paseo las Américas, El Terminal de Pasajeros de Mérida, la sede regional del Instituto Venezolano de los Seguros sociales, Rodeo Plaza, el Mercado Murachí, El Mercado Principal de Mérida, la Plaza de las Hispanidad, el Hospital Sor Juana Inés de la Cruz, parte de las instalaciones de la Universidad de los Andes (ULA), entre otros lugares de interés.

## Historia
Durante las protestas en Venezuela de 2014, Delia Elena Lobo, de 37 años, fallece tras sufrir fuertes lesiones cuando la moto en la que viajaba cruzó una trampa de alambres de púas en la avenida el 19 de febrero. Provea asegura que en el lugar había aceite derramado. El gobernador del estado, Alexis Ramírez, tomó por varios días la zona con un contingente de más de cien funcionarios de la Guardia Nacional. Para febrero de 2015, no habían imputados ni detenidos por el caso.